# Rycz (herb szlachecki)

herb Rycz w opracowaniu Tadeusza Gajla

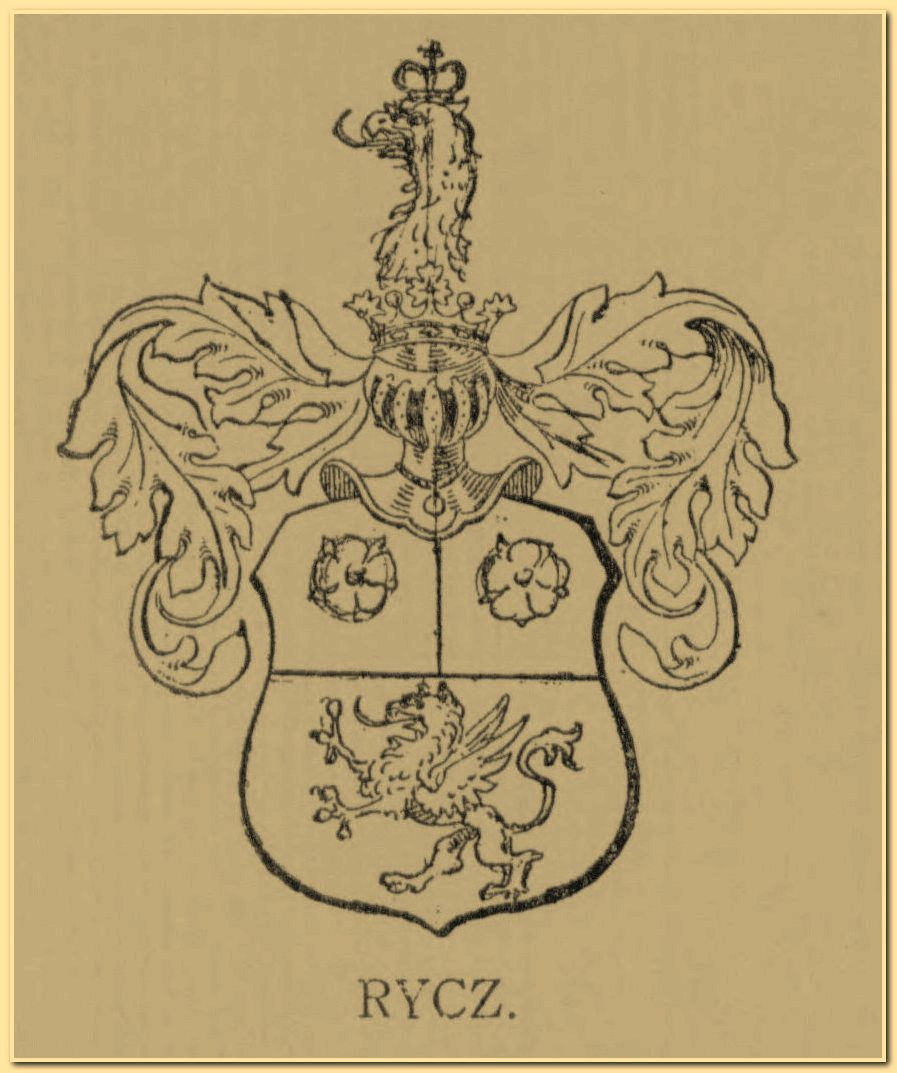
herb Rycz według Juliusza Ostrowskiego

Rycz – polski herb szlachecki z nobilitacji.

## Opis herbu
Opis herbu według Juliusza Ostrowskiego:

Na tarczy ściętej, w polu górnem dwudzielnem, w każdem polu – róża, w dolnem – gryf. Nad hełmem w koronie – orla głowa ukoronowana. Labry.

Wizerunek herbu w Księgach Kanclerskich – niekolorowy.

## Najwcześniejsze wzmianki
Herb nadany razem z przywilejem nobilitacyjnym 29 maja 1775, przez króla Stanisława Augusta, Wilhelmowi Rycz konsyliarzowi i chirurgowi królewskiemu.

## Herbowni
Jedna rodzina herbownych (herb własny):
Rycz.